# 邦图泽勒
邦图泽勒（法語：Bantouzelle，法語發音：[bɑ̃tuzɛl]）是法国上法蘭西大區北部省的一个市镇，属于康布雷区。

## 地理
邦图泽勒（50°3'39"N, 3°12'22"E）面积7.45 平方千米，位于法国上法蘭西大區北部省，该省份为法国最北部的省份及最长的省份，西北濒北海，西接加来海峡省，南至埃纳省和索姆省，东与比利时接壤。
与邦图泽勒接壤的市镇（或旧市镇、城区）包括：莱吕德维涅、邦特、埃斯科河畔奥讷库尔。

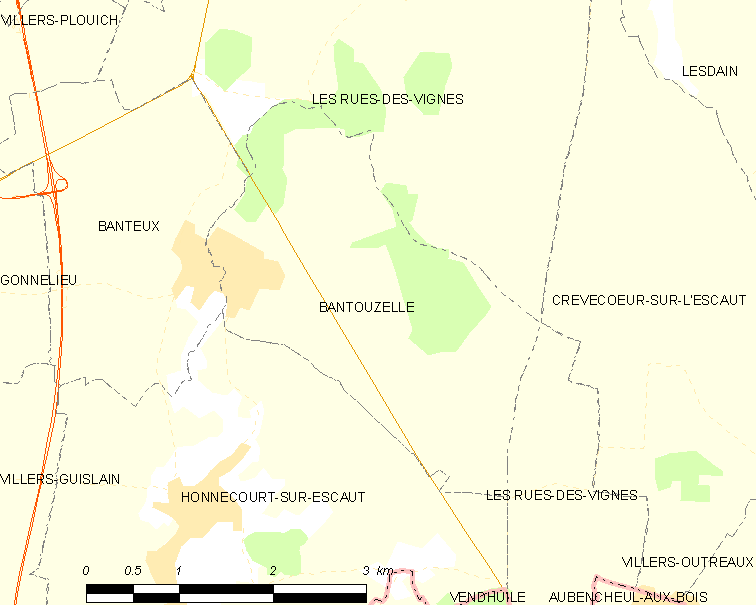
邦图泽勒的OSM定位图

邦图泽勒的时区为UTC+01:00、UTC+02:00（夏令时）。

## 行政
邦图泽勒的邮政编码为59266，INSEE市镇编码为59049。

## 政治
邦图泽勒所属的省级选区为勒卡托康布雷西县。

## 人口

1962-2008年间邦图泽勒人口变化图示

邦图泽勒于2022年1月1日时的人口数量为443人。